# Verde malaquita G
Verde malaquita G, também chamado de verde brilhante, CI Verde Básico 1, C.I. 42040, número CAS 633-03-4 é um corante básico de coloração verde, encontrado normalmente na forma de sulfato, de fórmula química C27H33N2.HO4S, de massa molar 482,64 g/mol, ponto de fusão de 210 °C (com decomposição), solubilidade em água de 100 g/l a 20 °C. É solúvel em álcool. Cristaliza em prismas pequenos, dourados e brilhantes. É tóxico por ingestão.
Outros sinônimos: verde esmeralda, verde sólido JJO, verde diamante G, verde de anilina, verde benzaldeído, verde rápido J.

## Usos
É utilizado em coloração, tanto em histologia como aditivo em meios de cultura em bacteriologia.
Observação: apesar de seu nome comum, verde brilhante, não deve ser confundido com o verde luz amarelado, que é um corante básico.
É usado em coloração de seda, lã, papel e madeira, assim como derivados de celulose.
É efetivo contra bactérias Gram positivas, o que o faz ser usado como antisséptico de uso tópico no leste europeu e Rússia, conhecido pelo nome em latim Viridis nitentis spirituosa e pelo nome russo зелёнка [zelyonka].
VERDE DE MALAQUITA: É o  produto mais usado para o tratamento da maioria das infecções por fungo. Muito usado na piscicultura. O Verde de Malaquita comercialmente apresenta-se sob preparados diferentes, porém os mais aconselháveis são aqueles que contêm sais a base de Oxalato e Sulfato. Devemos evitar o uso associado ao Zinco, devido a sua grande toxicidade. O aquário deve estar protegido da exposição de luz, geralmente esse procedimento não é recomendado nas bulas de remédio que o Verde de Malaquita está contido na formula.  Atua nas Bactérias Nitrificantes